# کمال
کمال یا فرساختگی یکی از مفاهیم مهمی است که در طول تاریخ، در حوزه‌های اخلاق، زیبایی‌شناسی، هستی‌شناسی، الهیات، فیزیک، ریاضی و شیمی به کار رفته‌است.